# هیروشی میکیتانی
هیروشی میکیتانی (به ژاپنی: 三木谷浩史) (زاده ۱۱ مارس ۱۹۶۳) کارآفرین، بازرگان، سرمایه‌دار و مدیر ارشد اجرایی ژاپنی است، که در سال ۱۹۹۷ شرکت راکوتن را تأسیس نمود.
وی هم‌اکنون با دارایی خالص ۷٫۷ میلیارد دلار به‌عنوان سومین فرد ثروتمند ژاپن شناخته می‌شود.